# ホイップル (DD-15)
|          |                                                 |
| 艦歴     |                                                 |
| 発注     |                                                 |
| 起工     | 1899年11月13日                                  |
| 進水     | 1901年8月15日                                   |
| 就役     | 1903年2月17日 1906年7月16日                     |
| 退役     | 1905年9月5日 1919年7月7日                       |
| その後   | 1920年1月3日にスクラップとして売却              |
| 除籍     | 1919年9月15日                                   |
| 性能諸元 |                                                 |
| 排水量   | 600トン                                         |
| 全長     | 259.6 ft (79.1 m)                               |
| 全幅     | 23.3 ft (7.1 m)                                 |
| 吃水     | 6 ft (1.8 m)                                    |
| 機関     |                                                 |
| 最大速   | 28ノット (52 km/h)                              |
| 乗員     | 士官、兵員73名                                  |
| 兵装     | 3インチ砲2門 6ポンド砲6門 18インチ魚雷発射管2門 |

ホイップル (USS Whipple, DD-15) は、アメリカ海軍の駆逐艦。トラクスタン級駆逐艦の2番艦。艦名はエイブラハム・ホイップル代将に因む。

## 艦歴
ホイップルは1899年11月13日にメリーランド州スパローズ・ポイントのメリーランド鉄鋼会社で起工した。1901年8月15日にエルシー・ポープによって命名、進水し、1903年2月17日に艦長エヒウ・V・チェース大尉の指揮下就役した。
チェサピーク湾での訓練後、ホイップルは第2水雷小艦隊に配属され、ノーフォークを拠点として活動した。その後は定期的に小艦隊の旗艦任務に就き、1905年9月5日にノーフォークで予備役となるまで東海岸およびカリブ海で活動した。
1906年7月16日に現役復帰すると、1907年11月まで戦術演習および定時訓練に従事し、12月2日にハンプトン・ローズを出航、「旗幟を明らかにする」ための親善訪問のためカリブ海に向かった。
16隻の戦艦からなるグレート・ホワイト・フリートの世界巡航に続いて、ホイップルと水雷小艦隊の姉妹艦はリオデジャネイロを訪問、ホーン岬を回ってチリおよびペルーの沿岸の港を訪問し、メキシコのマグダレーナ湾で砲術訓練を行った。1908年5月8日にサンフランシスコで観閲式に参加した後、ホイップルはサンディエゴを拠点として西海岸に留まり、太平洋水雷小艦隊の1隻として活動した。
8月24日にサンフランシスコを出港、ホイップルはハワイ海域での艦隊演習に参加した。演習が完了すると、サモアとマグダレーナ湾、バハ・カリフォルニアを経由して西海岸に向かい、12月1日にサンディエゴに到着した。
続く6年にわたってホイップルはサンディエゴからマグダレーナ湾までの西海岸沖で作戦活動に従事し、艦隊演習のためアラスカ海域への巡航を一度行った。ホイップルは1914年から16年にかけてメキシコ沿岸で活動した航跡によりメキシコ従軍章を受章した。メキシコは革命と内戦により混乱状態にあったが、ホイップルは偵察巡航を行い、アメリカ市民の生命および財産の保護に従事した。
1917年4月6日、アメリカ合衆国は第一次世界大戦に参戦した。ホイップルは重要地点であるパナマ運河入り口を巡航し、7月5日にパナマ運河地帯を出航した。
海外任務のための改修が行われた後、ホイップルは8月28日に出航し、大西洋の戦場へ向かった。9月17日にアゾレス諸島に到着、船団護衛任務を開始し、戦略上重要な島々を往来する船の警護を3ヶ月間行った。
その後ホイップルはフランスのブレストへ向かうよう命令を受ける。1918年の早春は対潜哨戒および船団護衛任務に費やされた。4月17日、キブロン湾沖で貨物船フローレンス・H (Florence H) が停泊中に爆発した。破片が飛来するにもかかわらず、ホイップルはスチュワート (USS Stewart, DD-13) 、トラクスタン (USS Truxtun, DD-14) と共に77名の乗組員の内32名を救助した。
ホイップルは終戦まで定例の戦時巡航偵察を継続した。12月9日にフランスを出航し帰国の途に就く。アゾレス諸島とバミューダを経由して、1919年1月3日にフィラデルフィアに到着した。
ホイップルは1919年7月7日にフィラデルフィア海軍造船所で退役し、9月15日に除籍された。その後1920年1月3日にフィラデルフィアのジョセフ・G・ヒトナー社にスクラップとして売却された。